# Планина Куницька
45°30′ пн. ш. 15°22′ сх. д. / 45.50° пн. ш. 15.36° сх. д.
Планина Куницька (хорв. Planina Kunićka) — населений пункт у Хорватії, у Карловацькій жупанії у складі громади Нетретич.

## Населення
Населення за даними перепису 2011 року становило 3 осіб.
Динаміка чисельності населення поселення: